# Bogovci
 Bogovci  falu Horvátországban Károlyváros megyében. Közigazgatásilag Netretićhez tartozik.

## Fekvése
Károlyvárostól 17 km-re, községközpontjától  6 km-re nyugatra, a szlovén határ mellett fekszik.

## Története
1783-ban az első katonai felmérés térképén „Dorf Bogovczi” néven szerepel. 1857-ben 92, 1910-ben 84 lakosa volt. A település trianoni békeszerződésig Zágráb vármegye Károlyvárosi járásához tartozott. 2011-ben mindössze 3 állandó lakosa volt.

## Lakosság
| Lakosság változása | Lakosság változása | Lakosság változása | Lakosság változása | Lakosság változása | Lakosság változása | Lakosság változása | Lakosság változása | Lakosság változása | Lakosság változása | Lakosság változása | Lakosság változása | Lakosság változása | Lakosság változása | Lakosság változása | Lakosság változása |
| ------------------ | ------------------ | ------------------ | ------------------ | ------------------ | ------------------ | ------------------ | ------------------ | ------------------ | ------------------ | ------------------ | ------------------ | ------------------ | ------------------ | ------------------ | ------------------ |
| 1857               | 1869               | 1880               | 1890               | 1900               | 1910               | 1921               | 1931               | 1948               | 1953               | 1961               | 1971               | 1981               | 1991               | 2001               | 2011               |
| 92                 | 106                | 111                | 128                | 97                 | 84                 | 79                 | 102                | 98                 | 99                 | 89                 | 65                 | 48                 | 54                 | 11                 | 3                  |